# Brenda Leigh Johnson
Brenda Leigh Johnson est un personnage fictif dans la série télévisée américaine The Closer : L.A. enquêtes prioritaires. Elle est interprétée par Kyra Sedgwick.

## Biographie fictive

### Travail, amours et vie privée
Brenda Johnson est une femme dans la quarantaine spécialisée dans les interrogatoires policiers. Elle a commencé sa carrière à Washington D.C. où elle a suivi des entraînements aux interrogatoires avec la CIA durant sept ans. Ensuite, elle passe quatre ans avec la police de Washington D.C., où elle entretient une relation intime avec son patron alors marié, Will Pope. Elle rencontre aussi l'agent Fritz Howard du FBI, qui est au courant de la relation de Brenda avec son patron et part trois ans et demi avant que Brenda n'aille travailler à Los Angeles.
Pendant que Fritz part pour L.A., Brenda va travailler comme capitaine à la police de sa ville natale, Atlanta, en Géorgie, pendant trois ans et demi. Là-bas, elle se marie à un homme qui l'accuse publiquement d'avoir une liaison avec l'un de ses jeunes collègues. Pendant qu'une enquête des affaires internes a lieu sur Brenda, elle rompt son mariage avec l'homme jaloux qu'elle avait épousé.
Quand l'enquête se termine, elle trouve du travail à la police de Los Angeles, à l'autre bout du pays, pour travailler pour son ancien patron et amant, Will Pope. Elle prend la direction des enquêtes prioritaires, une nouvelle division des enquêtes d'homicides de grande importance ou de beaucoup d'intérêt médiatique. Là-bas, elle n'est pas très aimée à cause de sa personnalité affirmée et ses manières de travailler.
Elle rétablit les liens avec l'agent du FBI, Fritz Howard, dans le premier épisode de la série, et devient sa fiancée dans l'épisode La chasse à l'homme de la saison trois. Ils se marient dans le dernier épisode de la quatrième saison, Double aveugle.
Brenda achète une maison à L.A. appartenant à la victime d'un homicide pendant la saison 1. Brenda met en vente cette maison vers Noël 2007 et un couple homosexuel en fait l'acquisition. Les deux se trouvent un appartement à Los Angeles, au début de la saison quatre, et discutent à de nombreuses reprises à propos de la conception d'un enfant.
La vie personnelle de Brenda est chamboulée après la mort de « chaton » dans l'épisode Ruban rouge de la cinquième saison. Au moment d'un passage à vide dans sa vie, la nièce de Brenda, surnommée Charlie, vient passer ses vacances d'été avec Fritz et Brenda. Elle révèle un côté plus rebelle de Brenda lorsqu'elle lui sert des brownies à la marijuana. Elle repart pour Atlanta et laisse Brenda toujours seule avec Fritz. De bon cœur, Fritz lui offre un nouveau chaton pour remplir le vide qu'elle a dans sa vie. Dans le même temps, Fritz commence à sentir que Brenda fait passer son travail avant son mariage. Toutefois, Fritz lui confie qu'il avait peur qu'il ne sache laquelle des deux Brenda il choisirait : celle qui fait passer son mariage avant sa carrière ou celle qui fait passer sa carrière avant son mariage.
Dans l'épisode 19 de la saison 7 ("Last Rites" en V.O. / "Derniers sacrements" en V.F, 2012), alors que le père de Brenda lutte contre un cancer, c'est finalement Willie Rae, la mère de Brenda qui meurt subitement à la fin de l'épisode. Épisode diffusé aux États-Unis le 30 juillet 2012, le 1er juillet 2013 en France.

### Enquêtes prioritaires, Division des crimes majeurs et promotion
Au cours de la saison quatre, un reporter sème la zizanie au sein des enquêtes prioritaires lorsqu'un article est publié dans le Times. Un conflit racial fait surface au sujet de la Police de L.A., mettant les enquêtes prioritaires dans une position délicate. La division est alors rebaptisée la Division des crimes majeurs de la Police de Los Angeles, aussi basé sur une division du bureau du procureur. Au cours de la saison 6, Will Pope se porte candidat au poste de Chef de Police. Cet événement pousse le capitaine Sharon Raydor à influencer Brenda à porter sa candidature pour le même poste que Will à cause de rang et de son sexe. Au milieu de cette saison, Will informe Brenda qu'il ne sera pas le nouveau Chef de Police quelques moments avant qu'il ne soit révélé qu'elle est encore dans la course pour ce poste. Brenda, qui n'avait aucune intention de prendre ce poste au sérieux, commence à sentir une émotion de supériorité par rapport à Will et à sa brigade. Alors que ni Will ni Brenda n'ont obtenu le poste de Chef de Police, il y a une rumeur disant que Brenda est en vue d'obtenir le poste de Will.

## Distinctions
Kyra Sedgwick, interprète du personnage pendant sept ans, a gagné un Golden Globe en 2007 pour sa performance pendant la deuxième saison de la série. Cela fut la deuxième nomination de Sedgwick aux Golden Globes, et depuis il y en a eu trois autres. Sedgwick a gagné deux Satellite Award en 2005 et 2006, ainsi qu'un Gracie Allen Award en 2006. En 2009, Sedgwick fut attribuée le prix de la diva favorite aux People's Choice Award. Après quatre nomination aux Emmy Awards, Sedgwick a gagné le prix de la meilleure actrice en août 2010 pour sa performance dans le onzième épisode de la cinquième saison.